# 菲利普·利皮
菲利普·利皮（Fra' Filippo Lippi, O.Carm.；1406年6月23日—1469年10月8日），意大利文藝復興時期的一位畫家，其子菲利皮諾·利皮後來也成爲了名畫家。

## 生平
菲利普·利皮在1406年6月23日生於佛羅倫薩，其父托馬索（Tommaso）是一名屠夫。年幼時雙親亡故，他的嬸嬸夢娜（Mona Lapaccia）因家貧而無力撫養他，所以在其八歲時將之棄于附近的加尔默罗会女修道院的門口，修道院將利皮撫養成人。1420年他在圣母圣衣圣殿皈依加尔默罗会，1425年左右成爲修士，在1432年之前他一直都住在圣母圣衣圣殿之中。瓦薩里說利皮是看到了教堂裏作畫的馬薩喬而決心成爲畫家的，在利皮的早期作品中確實也可以看到馬薩喬的影響。在《藝苑名人傳》中，瓦薩里說利皮“疏於學習，成天在自己和他人的書本上亂畫”。

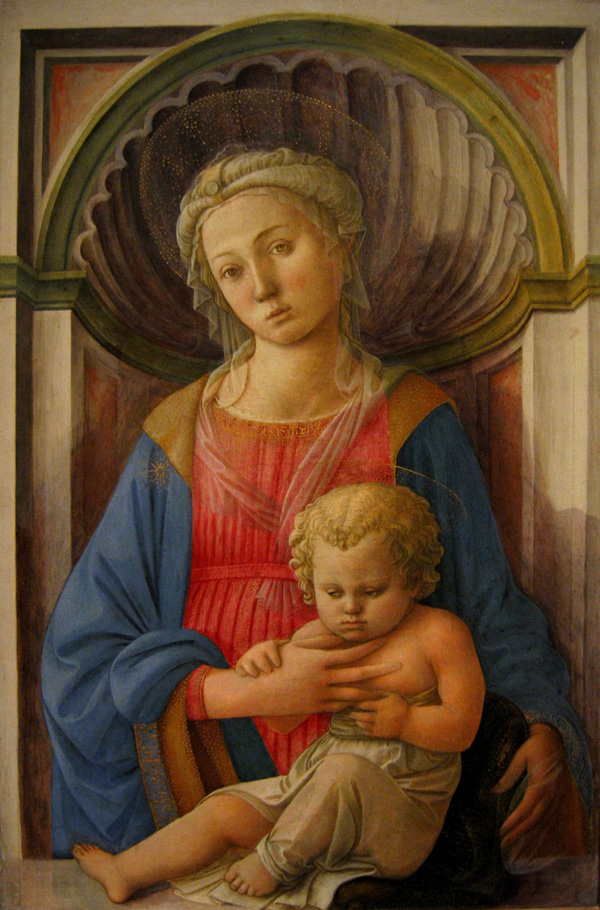
《圣母与圣子》，1440–1445，國家藝廊

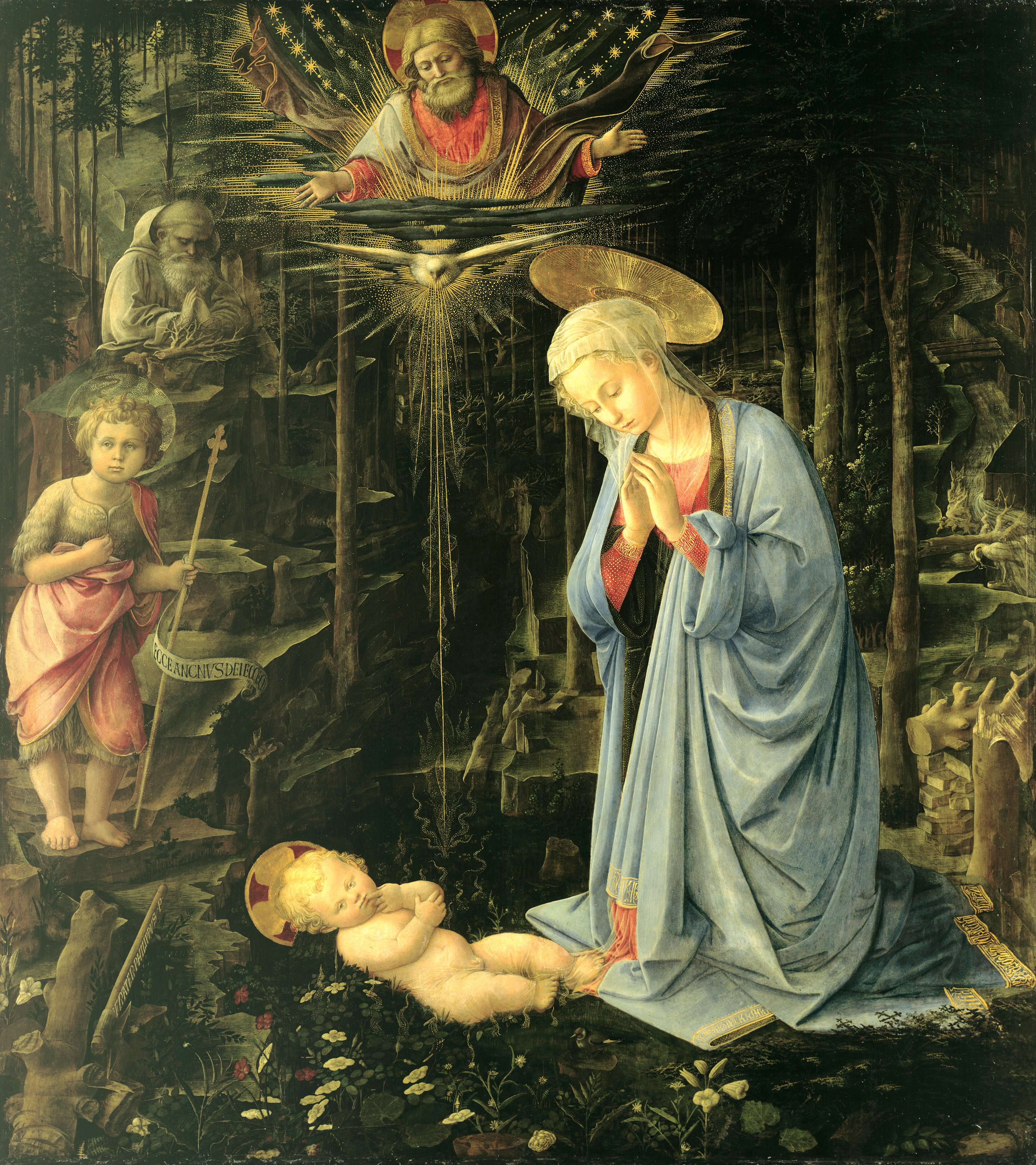
《在森林的崇拜》，1459年

後來利皮退出了修道院，但似乎仍然保留著修士的身份。1441年他在佛罗伦萨圣盎博罗削堂繪製了一幅祭坛画圣母像。1452年成爲佛罗伦萨骑士团圣若翰洗者堂女修道院的随行神职人员，偶爾进账不菲，但實際亦常有貧困之憂。當時其作品在佛羅倫薩頗爲出名，美第奇家族是其贊助人。但由於科西莫·德·美第奇將其幽禁以強迫其繪畫，利皮設法脫困逃走。之後他就陷入了經濟危機。後來他僞造過一些作品，結果導致名聲敗壞。
瓦薩里說利皮後來去過安科纳和那不勒斯，並被海盜囚禁在巴巴利海岸。但有人考證此事純屬虛搆。

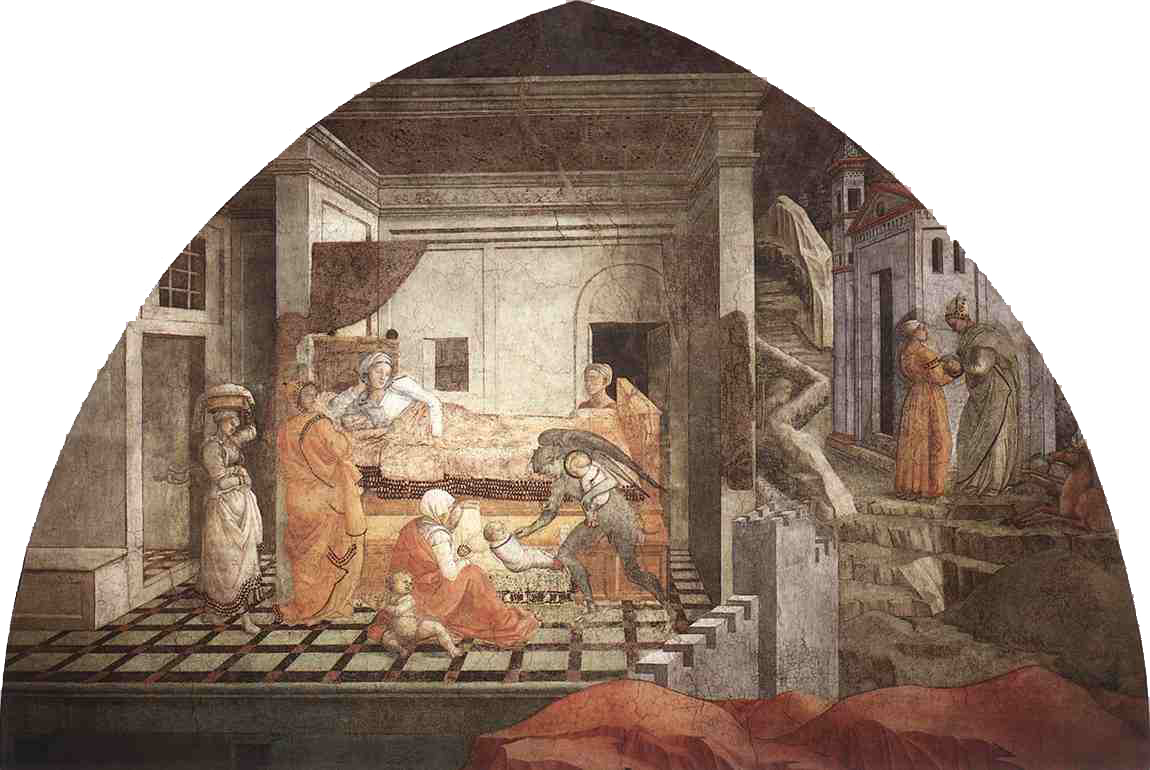
斯德望的诞生
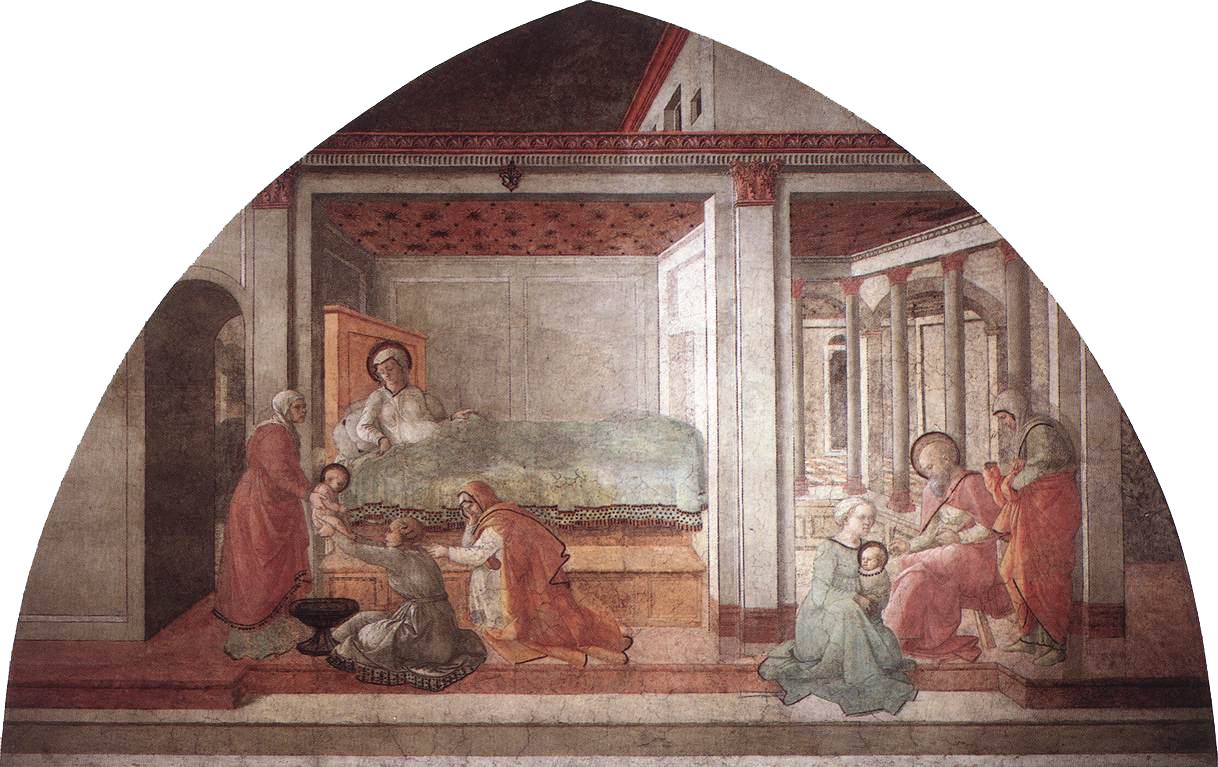
若翰洗者的诞生
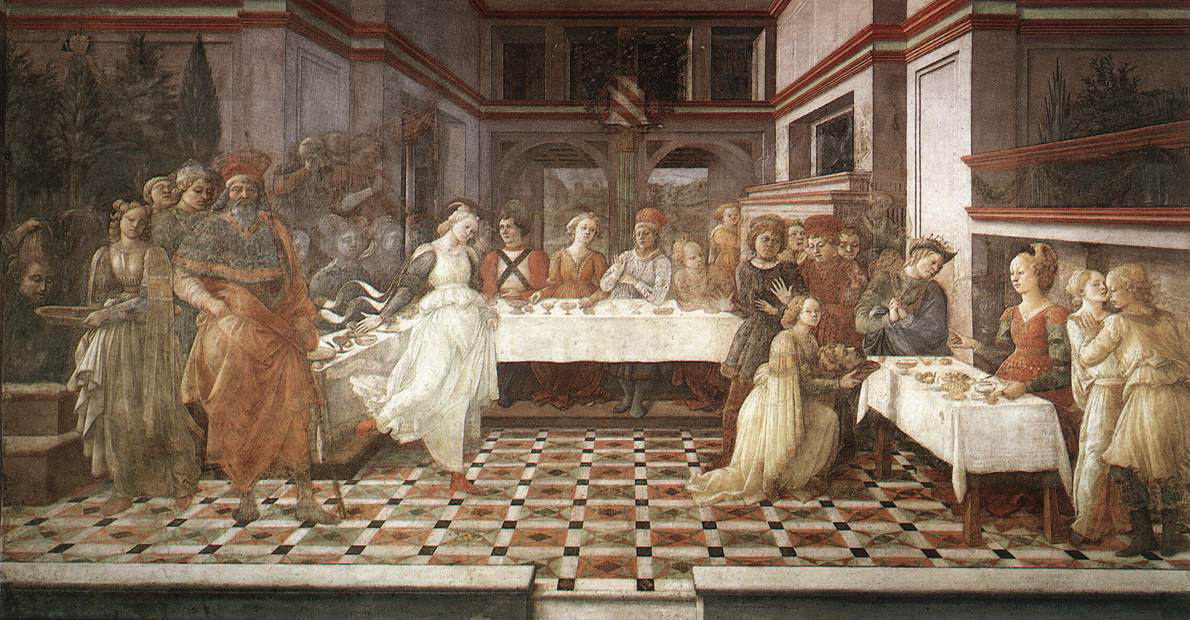
希律的节日
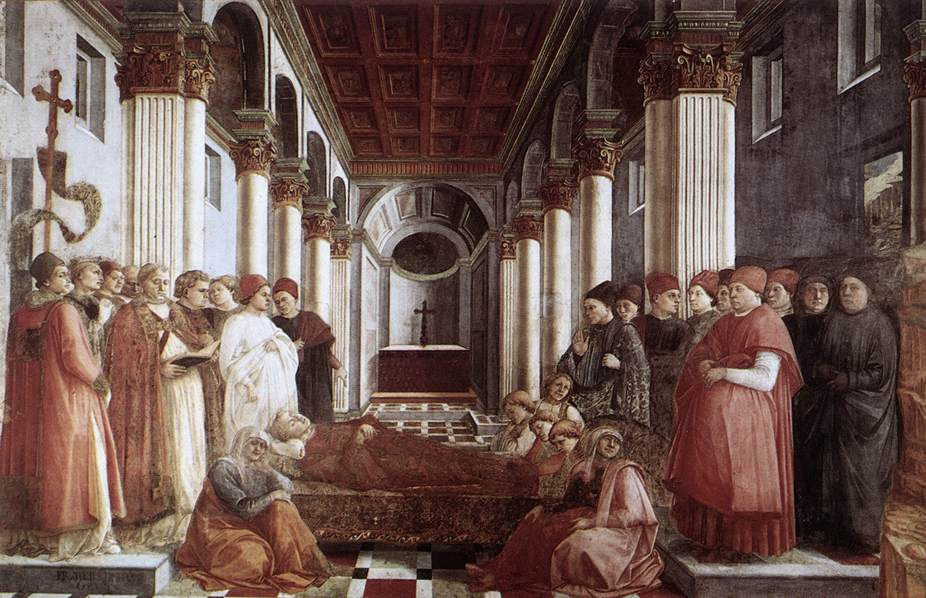
斯德望的葬礼

据史料記載，1456年6月時他正住在普拉托，在當地的普拉托主教座堂中創作湿壁画《圣斯德望和若翰洗者的生平事迹》组画，包括《斯德望的诞生》、《若翰洗者的诞生》、《希律的节日》、《斯德望的葬礼》等，這是他最重要的作品之一。在這裡他遇到了佛羅倫薩人弗朗西斯科·布提（Francesco Buti）的女兒盧克雷齊亞·布提（Lucrezia Buti），當時她可能是一名剛剛皈依的修女，也可能是正受修女們的照料。利皮假稱要其為他做繪畫的模特，與其發生了性關係，並將其囚禁在自宅裏，其他修女們曾試圖將盧克雷齊亞救出，但未果。盧克雷齊亞為利皮生下一男，即菲利皮諾·利皮。
晚年利皮生活在斯波莱托，為斯波莱托主教座堂的半圆形后殿繪製湿壁画，主題是《圣母的生平事迹》，其中出現了畫家的自畫像和其子的肖像。1469年利皮在創作這幅壁畫時逝世。

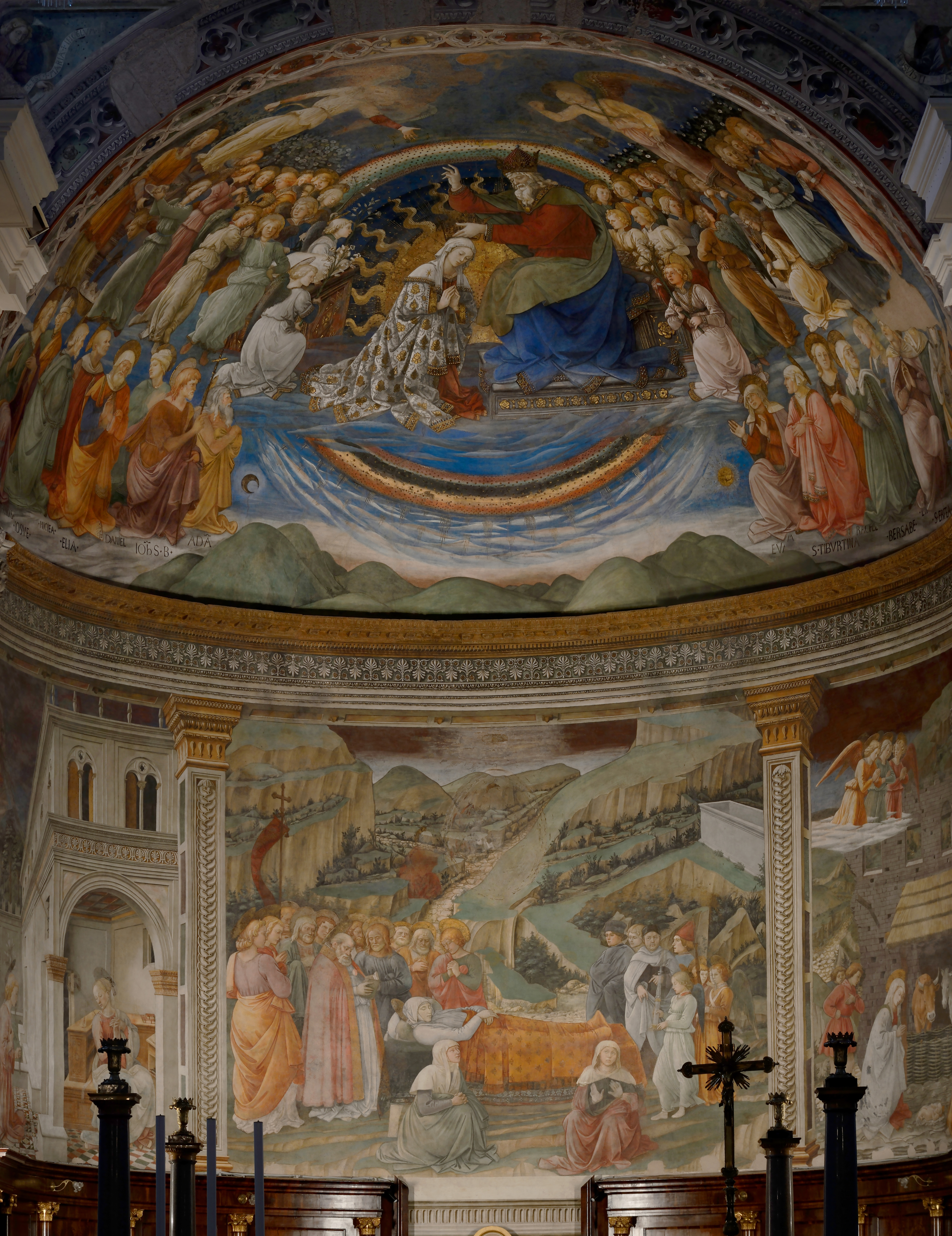
斯波莱托主教座堂湿壁画《圣母的生平事迹》

1855年，英国维多利亚时代诗人罗伯特·勃朗宁创作了戏剧独白诗《菲利普·利皮修士》。

## 擴展閲讀
- Ruda, Jeffrey (1993). Fra Filippo Lippi: Life and Work. London: Phaidon Press. ISBN 0714838896.

## 外部連結
- www.FraFilippoLippi.org （页面存档备份，存于） 畫家的75幅作品
- Paul George Konody, Filippo Lippi, London: T.C. & E.C. Jack; New York: Frederick A. Stokes, 1911.
- Italian Paintings: Florentine School （页面存档备份，存于），92-94頁為其作品